# Atlanta Motor Car Company
Atlanta Motor Car Company, vorher White Star Automobile Company, war ein US-amerikanischer Hersteller von Fahrzeugen.

## Unternehmensgeschichte
Die White Star Automobile Company wurde 1909 in Atlanta in Georgia gegründet. Clarence Huston war Präsident, N. P. Moss Schatzmeister, William P. Milles Sekretär und Fred L. Sawyer Generalmanager. Im gleichen Jahr begann die Produktion von Automobilen. Der Markenname lautete White Star.
Bereits im August 1909 erfolgte die Umfirmierung in Atlanta Motor Car Company. Ende 1911 wurde die Produktion von Kraftfahrzeugen aufgegeben. Nun entstanden Kutschen der Marken Golden Eagle und White Star. 1918 endete die Produktion.

## Kraftfahrzeuge
Zunächst gab es einen Highwheeler. Mit den großen Rädern eignete er sich gut für die damaligen schlechten Straßen, insbesondere außerorts. Allerdings war Atlanta damals schon eine Großstadt und das Produkt somit für viele Interessenten nicht ideal. Ein Zweizylindermotor mit 20 PS Leistung trieb über ein Planetengetriebe und zwei Ketten die Hinterachse an. Das Fahrgestell hatte 203 cm Radstand. Der Aufbau wurde als Motor Buggy mit zwei Sitzen bezeichnet. Dieses Modell entfiel im August 1909.
Von 1909 bis 1911 standen zwei gewöhnliche Modelle im Sortiment. Sie hatten einen Vierzylindermotor, ein normales Getriebe und Kardanantrieb. Der 22 HP hatte einen 22-PS-Motor. Er war als Roadster karosseriert. Der 35 HP hatte einen Motor mit 114,3 mm Bohrung, 127 mm Hub, 5212 cm³ Hubraum und 35 PS Leistung. Der Radstand betrug 279 cm. Zur Wahl standen drei verschiedene Tourenwagen mit fünf Sitzen.

## Modellübersicht
| Jahr      | Modell      | Zylinder | Leistung (PS) | Radstand (cm) | Aufbau               |
| --------- | ----------- | -------- | ------------- | ------------- | -------------------- |
| 1909      | Highwheeler | 2        | 20            | 203           | Motor Buggy 2-sitzig |
| 1909–1911 | 22 HP       | 4        | 22            |               | Roadster 2-sitzig    |
| 1909–1911 | 35 HP       | 4        | 35            | 279           | Tourenwagen 5-sitzig |